# Élisabeth Gille
Élisabeth Gille (* 20. März 1937 in Paris als Élisabeth Epstein; † 30. September 1996) war eine französische Schriftstellerin und Übersetzerin, die außerdem in verschiedenen französischen Verlagen eine erfolgreiche Karriere machte.

## Biographie

### Kindheit
Gilles Eltern waren Michel Epstein, gelernter Physikingenieur russischer Herkunft und die zum damaligen Zeitpunkt bekannte Romanschriftstellerin Irène Némirovsky, deren Familie aus der Ukraine über Finnland nach Frankreich geflohen war. Élisabeth Gille hatte eine acht Jahre ältere Schwester, Denise Epstein (1929–2013).
In Kinderjahren wurde Gille stets Babet genannt. Dieser Name taucht auch im Nachlass von Irène Némirovsky des Öfteren auf. Nach der Kriegserklärung vom 1. September 1939 entschieden Gilles Eltern, die Kinder außerhalb der Hauptstadt vor möglichen Bombardierungen in Sicherheit zu bringen. Élisabeth und Denise kamen bei Verwandten in Issy-l’Évêque, Département Saône-et-Loire unter. Nachdem die Eltern 1941 zu ihnen stießen, lebte die Familie unter mondänen Verhältnissen im Hôtel des Voyageurs d’Issy-l’Évêque, teilweise gemeinsam mit Soldaten der deutschen Besatzung. Während der Besatzungszeit musste Gille wegen der jüdischen Herkunft ihrer Eltern stets den gelben Davidstern auf ihrer Kleidung tragen. Hingegen spielte der jüdische Glaube im Familienleben keine Rolle. Némirovsky und ihre Kinder konvertierten schließlich zum katholischen Christentum, um vor weiteren Repressalien besser geschützt zu sein.
Am 13. Juli 1942 wurde Irène Némirovsky von französischen Gendarmen verhaftet. Kurze Zeit später deportierte man sie nach Auschwitz, wo sie am 17. August 1942 im Krankenbau starb. Durch verzweifelte Versuche, die Freilassung seiner Frau zu erreichen, machte Michel Epstein die Behörden auf sich aufmerksam. Er wurde verhaftet und ebenfalls deportiert. Gleich anschließend gingen die Gendarmen in die Gemeindeschule, um auch Denise Epstein zu verhaften, doch ihrer Lehrerin gelang es, sie zu verstecken.
Noch am Tag seiner Ankunft am 6. November 1942 starb Michel Epstein in den Gaskammern des Vernichtungslagers Auschwitz.
Gille und ihre Schwester waren nun auf sich allein gestellt, eine Pflegemutter, noch von Nemirovsky angestellt, verhalf den beiden zur Flucht. Von den Eltern blieben den Kindern ein wenig Schmuck, einige Briefe, Fotos sowie ein dickes Manuskript ihrer Mutter, an dem sie in den letzten Monaten ihres Lebens fieberhaft gearbeitet hatte. Den Koffer, in dem sie die Hinterlassenschaften aufbewahrten, nahmen sie auf ihrer weiteren abenteuerlichen Flucht stets mit, das Manuskript wurde so gerettet.
Bis zum Kriegsende entgingen Gille und ihre Schwester der Deportation nur durch Untertauchen und Geheimhaltung ihrer Herkunft. Zunächst in einem katholischen Pensionat in der Region um Bordeaux, später in feuchten Kellern und anderswo. Gille und ihre Schwester wurden inzwischen verbissen von den Nazis gesucht, beide entgingen mehrfach nur knapp der Verhaftung. Maßgeblichen Anteil an ihrer Rettung hatte der Verleger Albin Michel, der schon Nemirovsky finanziell unterstützt hatte, obwohl er deren Werke während des Krieges nicht hatte verlegen können.
Als nach dem Ende des Zweiten Weltkrieges nach und nach die Überlebenden der Konzentrationslager an der Gare de l’Est in Paris eintrafen, machten sich die beiden Schwestern auf nach Paris und stellten sich Tag für Tag mit einem Schild mit ihrem Namen um den Hals dorthin. Auch im Hôtel Lutetia, das zu einem Auffangzentrum für zurückkehrende Deportierte umgewandelt worden war, suchten Élisabeth und Denise nach ihren Eltern. Sie konnten zu diesem Zeitpunkt noch nicht wissen, dass diese längst gestorben waren.
Als sie schließlich die Hoffnung aufgegeben hatten, ihre Eltern wiederzusehen, reisten sie nach Nizza zu ihrer Großmutter Fanny Némirovsky, die dort während des ganzen Krieges in einer luxuriösen Wohnung auf der Avenue du Président-Wilson gelebt hatte. Gille und ihre Schwester wurden jedoch strikt abgewiesen.
Élisabeth Gille war fünf Jahre alt, als sie ihre Mutter das letzte Mal sah. Bis dahin waren sie und ihre Schwester häufig durch die Pflegemutter betreut worden. Ihr ganzes Leben war von diesem Schmerz geprägt. 1992 erschien ihr Werk Le Mirador : mémoires rêvés (dt.: ‚Erträumte Erinnerungen‘), eine imaginäre Biographie ihrer Mutter, die sie nie richtig kennenlernen konnte.

### Manuskript zu Némirovskys „Suite française“
Im Glauben, es handele sich um ein tagebuchähnliches Werk, bewahrten die Kinder das von der Mutter hinterlassene Manuskript über Jahrzehnte ungelesen auf. Laut eigener Auskunft war es zu schmerzhaft, es zu lesen. Über ein halbes Jahrhundert später fällten Denise Epstein und Élisabeth Gille den Entschluss, das letzte Werk ihrer Mutter dem Institut mémoires de l’édition contemporaine zur Verfügung zu stellen. Gille war zu dieser Zeit bereits an Krebs erkrankt und arbeitete an den Mémoires. Es vergingen weitere Jahre, bis es, obwohl weitgehend unvollendet, unter dem Namen Suite française veröffentlicht wurde und den erneuten Ruhm von Irène Némirovsky begründete, die nach dem Krieg in Vergessenheit geraten war. Élisabeth Gille starb, ohne das Vermächtnis ihrer Mutter je gelesen zu haben.

### Beruf
Élisabeth Gille stellt ihr berufliches Leben in den Dienst der Literatur. Zunächst als Übersetzerin vielversprechender Science-fiction-Literatur, darunter Autoren wie J. G. Ballard, John Brunner, Michael Moorcock, Anne McCaffrey und Clifford D. Simak. Sie war für die Reihe Presence du future bei Denoël als Herausgeberin verantwortlich und druckte hier neben den modernen englischsprachigen Auroren auch neue französische Schriftsteller wie Jean-Pierre Andrevon, Jacques Barberi, Francois Barthelot, Serge Brussolo, Jean-Claude Dunyach, Jean-Pierre Hubert, Emmanuel Jouanne, Jean-Pierre Ligny, Jean-Pierre Vernay und Élisabeth Vonarburg. In zwei Anthologien stellte sie die neuen Autoren vor: Futurs au présent und Superfuturs.
Außerdem übersetzte sie Werke von Kate Millett, Peter Taylor, Alison Lurie und Mary Gordon. Im Laufe ihres Berufslebens gab sie bei verschiedenen Verlagen teils vielbeachtete Werke als Verlegerin, u. a. bei Denoël und Flammarion heraus. Außerdem veröffentlichte sie als Schriftstellerin u. a. ein Theaterstück und drei Romane.
Sie gewann mehrere Preise, darunter den Prix Goncourt (1996), den Prix Renaudot, den Prix Médicis, den Prix Femina (1997) sowie den Grand Prix des lectrices de Elle.

### Familie
Sie hatte einen Sohn, der heute in Frankreich lebt.

## Werke
- Le Mirador : mémoires rêvés. Presses de la Renaissance, 1992.
  - dt. Erträumte Erinnerungen. Piper, München/Zürich 1995, ISBN 3-492-11911-5.
- Le Crabe sur la banquette arrière. Mercure de France und Gallimard, 1994.
- Un paysage de cendres. Le Seuil, 1996.
  - dt. Landschaft aus Asche. Piper, München/Zürich 1998, ISBN 3-492-03952-9.